# Nederlandse kampioenschappen schaatsen afstanden 2005 - 1000 meter vrouwen
De 1000 meter vrouwen op de Nederlandse kampioenschappen schaatsen afstanden 2005 werd gereden in november 2004 in ijsstadion De Smelt in Assen. 
Er namen 22 schaatssters deel aan deze editie. Titelverdedigster was Marianne Timmer, zij prolongeerde haart titel.

## Uitslag
| #      | Schaatser            | tijd    |
| ------ | -------------------- | ------- |
| Goud   | Marianne Timmer      | 1.20,10 |
| Zilver | Renate Groenewold    | 1.21,49 |
| Brons  | Annamarie Thomas     | 1.21,56 |
| 4      | Frouke Oonk          | 1.21,62 |
| 5      | Ireen Wüst           | 1.21,95 |
| 6      | Moniek Kleinsman     | 1.21,95 |
| 7      | Annette Gerritsen    | 1.22,04 |
| 8      | Paulien van Deutekom | 1.22,79 |
| 9      | Marieke Wijsman      | 1.22,83 |
| 10     | Willeke van Benthem  | 1.22,83 |
| 11     | Jorien Voorhuis      | 1.23,35 |
| 12     | Els Murris           | 1.23,43 |
| 13     | Tosca Hilbrands      | 1.23,50 |
| 14     | Margot Boer          | 1.23,75 |
| 15     | Sanne van der Star   | 1.24,08 |
| 16     | Jorien Kranenborg    | 1.24,23 |
| 17     | Suzanne van Buijsen  | 1.24,56 |
| 18     | Esther Boer          | 1.24,62 |
| 19     | Richt van der Meer   | 1.24,69 |
| 20     | Maurine Kroon        | 1.24,79 |
| 21     | Helga Luning         | 1.26,32 |
| 22     | Janneke Winkel       | 2.24,76 |

Uitslag
1987 · 
1988 · 
1989 · 
1990 · 
1991 · 
1992 · 
1993 · 
1994 · 
1995 · 
1996 · 
1997 · 
1998 · 
1999 · 
2000 · 
2001 · 
2002 · 
2003 · 
2004 · 
2005 · 
2006 · 
2007 · 
2008 · 
2009 · 
2010 · 
2011 · 
2012 · 
2013 · 
2014 · 
2015 · 
2016 · 
2017 · 
2018 · 
2019 · 
2020 · 
2021 · 
2022 · 
2023 · 
2024 · 
2025